# Brave (ウェブブラウザ)
Brave（ブレイブ）は、Brave Softwareによって開発されているウェブブラウザである。Chromiumをベースとしており、Windows、macOS、Linux、iOS、Android版が存在し、オープンソースで開発されている。広告とトラッカーをブロックする機能（アドブロック）を標準装備し、ユーザーのプライバシーの保護、そして高いパフォーマンスを実現できることを売りにしている。

## 歴史
2015年、JavaScriptの開発者として知られるブレンダン・アイクがBrave Softwareを設立し、Braveの開発を始めた。2016年2月にはiOS版とAndroid版がリリースされた。
Brave Softwareは、2016年8月にシードラウンドで450万ドルを調達した。
2017年6月にはイニシャル・コイン・オファリング（ICO）によって、わずか30秒の間に3500万ドルを調達した。この額は、ICOによる資金調達としては2017年6月時点で過去最高額であった。
StatCounterおよびNet Marketshareによると、2017年1月から11月の上位10ブラウザの世界シェア合算値は98%を超える。しかしBraveはランクインしておらず、シェア0.3%未満のUnknown (ブラウザ不明) に含まれていると見られる。
2018年12月7日、それまでのMuonからChromiumをベースに再構築されたバージョンに移行した。
2020年7月9日、Brave SoftwareはbitFlyerとの提携を発表。日本のBraveユーザーは法規制の関係上、これまではBATではなくウェブサイトへの支援のみに使える「BAT Point」のみを受け取れたが、この提携により日本のユーザーもbitFlyerの口座にて直接BATを受け取れるようになった。
2021年3月3日、オープン検索エンジンTailcatの買収を発表し、独自の検索エンジン「Brave Search」を展開していく方針を発表した。
2021年6月22日、Brave Searchのベータ版をリリースした。

## 機能

### Brave Shields
セキュリティ保護機能。主な機能は:
- 広告とトラッカーを除去（Easylist、Easy Privacy）。
- サードパーティのcookieをブロック。
- Cookie以外による追跡（フィンガープリント）を阻止（Privacy Badger）。
- サイトが対応している場合に接続をHTTPSへ変更（HTTPS Everywhere）。
- 悪意あるコード（無断で仮想通貨のマイニングを行うなど）の実行を阻止。

Brave Shieldsは、サイト別に手動で無効にできる。

### プライベートブラウジングモード
Braveでは、プライベートブラウジングモード時に検索履歴を保存しない検索エンジンのDuckDuckGoを使用することでプライバシー性を高めている。さらに2021年10月19日からは順次、独自の検索エンジンであるBrave Searchに置き換えられている。オプションで内蔵のTorを利用することで、自身の接続経路を秘匿できる。

### Brave Talk
Braveブラウザを利用したビデオ通話機能で、無料版では最大4名まで時間無制限にミーティングに参加できる。

### 拡張機能
Chromiumベースの利点としてGoogle Chrome向けの拡張機能を利用できる。

### 同期チェーン
独自の同期機能があり、Braveブラウザに保存したブックマークやパスワードなどを、複数のPCやスマートフォン間で同期できる。同期データはブラウザ側で暗号化されてから、Braveの同期サーバーに保存される。同期用のパスフレーズを入力あるいはQRコードを読み取ることで、新しいPCやスマートフォンを同期チェーンに参加できる。必要であればいつでも同期チェーンから離脱することで同期を無効にでき、サーバー上の同期データも削除される。

### Brave Firewall + VPN
2020年7月27日にBrave SoftwareとGuardianが発表したBraveブラウザを利用したサブスクリプションサービスで、Brave同日にiOS版のみに実装された。その後、Android版とBraveデスクトップ版にも実装された。
VPN機能による保護機能であり、ユーザーのWebトラフィックを暗号化させIPアドレスを隠すプライバシーおよびセキュリティツールである。

### Playlist
2021年5月6日にiOS版のみで実装された機能で、動画やオーディオメディアをPlaylistに登録するとオフライン再生をすることができるようになる。

### Brave Search
Brave Softwareが開発した検索エンジン。2021年3月にベータ版がリリースされ、同年10月にアメリカなどのBraveユーザーのデフォルト検索エンジンとなった。

### Brave Wallet
2021年11月に実装されたBraveブラウザを利用した暗号資産ウォレット。ユーザーは1つのウォレットで暗号資産ポートフォリオの保管や管理、発展、スワップができる。

### Brave Leo
Braveブラウザを利用したAIチャットボット。2023年8月にBrave Nightly ユーザー向けに公開され、同年11月2日に全てのBraveデスクトップ版ユーザー向けにリリースされた。2024年2月にはAndroidに対応し、同年4月にiOSに対応した。Meta AIのLLaMAとAnthropicのClaude LLMをベースに開発された。
アドレスバーからLeoへの質問、Webページ・動画・PDFの要約、ページの翻訳、コンテンツの生成などができる。

## Basic Attention Token
Basic Attention Token（BAT）とは、オープンソースの分散型広告交換プラットフォームと暗号通貨で使用するために作成されたERC-20トークンであり、Braveブラウザ経由で使えるユーティリティートークンである。 Brave ブラウザからの広告（Brave Ads）を見た場合、閲覧の報酬として BAT を受けとることができる。また「Brave Rewards」を利用してコンテンツ製作者にTwitterやYouTube等でチップとしてBATを送れる。さらに報酬として獲得したBATはビットフライヤーを介して現金化することも可能である。

## ビジネスモデル
Braveは新しいビジネスモデルを構築している。Braveは広告をブロックする代わりに自身でプライベートな広告を配信しており、Braveユーザーは、Braveの配信する広告を閲覧するかどうか、及び広告の表示数をユーザー自身で選択できる。表示を選択した場合は広告料の70%がユーザーに仮想通貨BATとして分配される。Braveの配信する広告は、Webコンテンツとは別に、通知または新しいタブの背景画像・ニュースとして表示される。
ウェブサイトが分配を受けるためにはBraveプロジェクトに参加する必要があり、審査を受けなければならない。Braveはすべての広告をブロックするわけではなく、トラッキングを行わず、パブリッシャーのデータのみを使用する広告はそのまま表示される。Braveが挿入する広告は、ブラウザのパフォーマンスに大きく影響せず、個人データを使うターゲティングも行わないものに限られる。また、ユーザーがウェブサイトに対して寄付を行うシステムもある。これらの決済にはBrave Paymentという匿名のシステムが利用される。
このビジネスモデルが成り立つためには、1000万人から1500万人ほどのBraveのユーザーがいなければならないと考えられている。2023年12月時点での月間アクティブユーザー数は6517万人と公称している。

## 反響
その特異なビジネスモデルには否定的な声もある。2016年4月には十数社の新聞社がBraveの広告システムを違法行為だとする声明を発表した。Braveに協力しないことを表明しているウェブパブリッシャーも存在する。一方、TechCrunchの記事では、ウェブサイトに元からあった広告をブロックして自らの広告は見せるというシステムを偽善と断じるのは簡単だとした上で、Braveは広告ブロッカーによってウェブサイトのビジネスが成り立たなくなることを防ごうとしているのであって、金儲けのためではないと擁護している。ただし、この手法でユーザーやパブリッシャーを満足させられるかどうかについては否定的な意見を述べている。

## 問題と派生
アドレスバーでの検索時に、いくつかのURLに対する自動補完機能で、初期状態で選択されるURLにアフィリエイトコードを追加していたり、仮想通貨取引サイトのリンクを書き換えていたこと、およびそれらの行為が事前に明示されていなかったことが問題となった。BraveのCEOはその問題について、URLを書き換えていたのは誤りだと述べ、直ちに修正するとした。
後にブログで、ユーザーに対する謝罪と説明がなされた。一方で、検索クエリ(キーワード)へのアフィリエイトコードの追加は、大手の検索エンジンとパートナーシップ契約を結んでいるウェブブラウザのすべてで行われているとも主張している。
一部の開発者は「トークン無し、広告ウェア無し、アフィリエイト広告リンク無し」をモットーとしたBraveを基にしたBold Browserを立ち上げたが、開発は停滞している。